# Хтосвіт
Хтосвіт (англ. Whoniverse) — термін, яким найчастіше називають вигаданий всесвіт, в якому відбуваються події британського науково-фантастичного телесеріалу «Доктор Хто» та його відгалужень — інших серіалів, книг, коміксів, аудіоп'єс, відеоігор, романів тощо. Назва «Whoniverse» є телескопією слів «who» (хто) та «universe» (світ, всесвіт).
Термін використовується для зв'язку персонажів, ідей або предметів, що з'являються в різних продуктах. Наприклад, Сара Джейн Сміт з «Доктора Хто», «К-9 і компанія» та «Пригод Сари Джейн», Джек Гаркнесс з «Доктора Хто» і «Торчвуду», а також К-9 з «Доктора Хто», «К-9 і компанія», «Пригод Сари Джейн» та «К-9».
На відміну від інших крупних франшиз, BBC не вводила до всесвіту «Доктора Хто» поняття канону. Продюсери серіалу негативно ставляться до цього.
Деякі вважали, що телесеріал «Сімка Блейка» теж є частиною цього всесвіту, тому що Карнелл — персонаж з епізоду «Зброя» фігурував у романі «Маркер трупа» і серії аудіоп'єс «Місто Колдор» за «Доктором Хто». 
«Хтосвіт» ідентифікується як Земля-5556 у мультивсесвіті Marvel Comics.

## Концепція
У цьому всесвіті є надзвичайно багато планет, населених розумними формами життя. Найвідомішими з них є Володарі часу, далеки, кіберлюди, сонтаранці, силуріанці, льодяні воїни та плакучі янголи. Основною темою в більшості складових Хтосвіту є подорожі в часі. Час постійно змінюється через дії мандрівників у часі, тому деякі події можуть бути відкочені  внаслідок парадоксів. Всесвіт утворився після Великого вибуху, а в серії «Утопія» 2007 року була показана його теплова смерть у 100-трильйонному році.
Серед важливих подій в історії Хтосвіту можна виокремити Війну Часу, утворення планети Земля і її можливе руйнування через 5 мільярдів років в майбутньому («Кінець світу» 2005 року). Всесвіт руйнувався («Пандорика відкривається») та був перезапущений за допомогою так званого «Великого вибуху 2.0» («Великий вибух»).
Зв'язок між різними продуктами почав активно підтримуватися з моменту відродження серіалу «Доктор Хто» у 2005 році. Головний герой, Доктор, згадував події класичного серіалу і, що важливо, аудіо-п'єс та літературних творів. Деякі епізоди «Пригод Сари Джейн» і «Торчвуду» були прямим продовженням епізодів «Доктора Хто». Повноцінний кросовер між трьома телесеріалами відбувся у двохсерійному фіналі 4 сезону «Доктора Хто» — «Вкрадена Земля» / «Кінець мандрівки».

## Історія
Вперше цей термін був використаний письменником Пітером Гейнінгом у його книзі «Doctor Who: A Celebration; Two Decades Through Time and Space» 1983 року. Він назвав останній розділ книги «The Whoniverse». У ньому автор розповів про всі епізоди серіалу, що вийшли до того часу, а також подав інформацію про фандом всесвіту і тематичні розваги. Таким чином, виставки реквізиту, обговорення зйомок, і сам фандом вважаються частиною Хтосвіту. Термін «Whoniverse» і досі вживається поряд з «фандомом „Доктора Хто“», в тому числі є назвою конвенту в Австралії.

## Інші всесвіти
Деякі твори використовують особливості та концепції зі всесвіту «Доктора Хто», але не є його частиною. Вони також не є альтернативними історіями Whoniverse, а події відбуваються в окремих незалежних всесвітах. Серед них найпершим був всесвіт повнометражних фільмів «Доктор Хто і далеки» та «Вторгнення далеків на Землю». Також схожими прикладами є твори, що від самого початку або після публікації були встановлені в інших всесвітах (наприклад, анімації «Крик Шалки» і «Смерть настає з часом»). Серія книг «Doctor Who Unbound» від Big Finish Productions містить 8 оповідей, в яких події досліджують інші всесвіти, не обмежені одним «Доктором Хто».
Проте є й альтернативні всесвіти, показані в самому серіалі. Це, наприклад, «Світ Піта», з якого з'явились кіберлюди. Тут (після подій другого сезону) живуть Роуз Тайлер та її сім'я.

## Однойменна книга
«The Whoniverse» — назва книги-довідника, що вийшла в 2016 році. Вона описує історію всесвіту «Доктора Хто» від створення Землі до її поглинання Сонцем та заснуванням Нової Землі. Книга насичена різноманітними ілюстраціями, вигаданими документами, картами, діаграмами і зображеннями артефактів. Крім подій, показаних в серіалі, книга розповідає раніше не розказані історії, зв'язані з людською расою та її взаємодією з іншопланетянами.